# Frans Maassen
Frans Maassen (ur. 27 stycznia 1965 w Haelen) – holenderski kolarz szosowy.
Po zakończeniu kariery sportowej został dyrektorem sportowym, od 2005 w roli tej zatrudniony jest w drużynie Team Jumbo-Visma, którą wcześniej, pod różnymi nazwami grupy, reprezentował jako zawodnik.
Kolarzem był również jego kuzyn, Bart Brentjens.

## Osiągnięcia
Opracowano na podstawie:

1986
- 2. miejsce w Tour of Sweden

1987
- 2. miejsce w Grosser Preis des Kantons Aargau
- 1. miejsce na 2. etapie Danmark Rundt

1988
- 1. miejsce w prologu Étoile de Bessèges
- 1. miejsce na 2. etapie Volta a la Comunitat Valenciana
- 3. miejsce w Driedaagse van De Panne-Koksijde
- 1. miejsce na etapie 4a Tour de Romandie
- 1. miejsce na etapie 6a Critérium du Dauphiné
- 1. miejsce w Tour of Belgium
  - 1. miejsce na etapach 3a i 3b
- 2. miejsce w GP Stad Zottegem

1989
- 3. miejsce w Étoile de Bessèges
- 2. miejsce w Mediolan-San Remo
- 1. miejsce w mistrzostwach Holandii (start wspólny)
- 1. miejsce w Wincanton Classic
- 2. miejsce w Tour of Belgium
  - 1. miejsce na etapie 3b

1990
- 1. miejsce w Étoile de Bessèges
  - 1. miejsce na 6. etapie
- 1. miejsce w Brabantse Pijl
- 2. miejsce w Tour of Sweden
  - 1. miejsce na 2. i 3. etapie
- 1. miejsce na 1. etapie Tour de France
- 1. miejsce w Tour of Belgium
  - 1. miejsce w prologu i na etapie 5a
- 3. miejsce w Druivenkoers Overijse
- 1. miejsce w Grand Prix Eddy Merckx
- 1. miejsce w Grand Prix de Fourmies

1991
- 3. miejsce w Étoile de Bessèges
- 1. miejsce na etapie 5b Volta a la Comunitat Valenciana
- 2. miejsce w Driedaagse van De Panne-Koksijde
- 3. miejsce w Grand Prix Cerami
- 1. miejsce w Amstel Gold Race
- 1. miejsce na etapie 5a Quatre Jours de Dunkerque
- 2. miejsce w Tour de Luxembourg
- 3. miejsce w GP Stad Zottegem
- 1. miejsce w Ronde van Nederland
  - 1. miejsce na etapie 2b
- 2. miejsce w Grand Prix Eddy Merckx

1992
- 1. miejsce w Driedaagse van De Panne-Koksijde
- 2. miejsce w Grand Prix Cerami
- 3. miejsce w Rund um den Henninger Turm
- 2. miejsce w Quatre Jours de Dunkerque
  - 1. miejsce na 4. etapie
- 1. miejsce na etapach 2. i 3b Tour de Luxembourg
- 1. miejsce na 3. etapie Grand Prix du Midi Libre
- 2. miejsce w Grand Prix Eddy Merckx
- 2. miejsce w Paryż-Bruksela

1993
- 1. miejsce na 6. etapie Vuelta a Andalucía
- 2. miejsce w Ronde van Vlaanderen
- 1. miejsce na 4. etapie Grand Prix du Midi Libre
- 3. miejsce w mistrzostwach Holandii (start wspólny)
- 1. miejsce w Grote Prijs Jef Scherens
- 2. miejsce w Circuit des Frontières
- 3. miejsce w Driedaagse van De Panne-Koksijde
  - 1. miejsce na etapie 3b
- 1. miejsce w Tour de Luxembourg
  - 1. miejsce na etapie 3b

1995
- 2. miejsce w Rund um Köln
- 1. miejsce w Continentale Classic
- 2. miejsce w mistrzostwach Holandii (jazda indywidualna na czas)

## Rankingi
| Rok               | 1988 | 1989 | 1990 | 1991 | 1992 | 1993 | 1994 |
| ----------------- | ---- | ---- | ---- | ---- | ---- | ---- | ---- |
| UCI World Ranking | 92.  | 24.  | 16.  | 11.  | 14.  | 24.  | 57.  |
| Puchar Świata     |      | 4.   | -    | 6.   | -    | -    | -    |
|                   |      |      |      |      |      |      |      |
| Źródło: UCI       |      |      |      |      |      |      |      |